# شتن (حبك)
يُعرَّف الشَتْن بأنه عملية تشكيل حلقات يتم فيها إدخال الخيط في منطقة الحبك، بالتوازي مع حافة القماش. وتشكل حلقات رأسية في دور واحد ثم تتحرك قطرياً لحبك الدور التالي. وبالتالي، تتعرج الخيوط من جانب إلى آخر على طول القماش. يتم عمل كل غرزة في الدور بواسطة العديد من الخيوط المختلفة. يتم عمل كل غرزة في أحد الأعمدة بواسطة العديد من الخيوط المختلفة.